# 597 Bandusia
597 Bandusia eller 1906 UB är en asteroid i huvudbältet, som upptäcktes 16 april 1906 av den tyske astronomen Max Wolf i Heidelberg. den är uppkallad efter Bandusia källan i Italien.
Asteroiden har en diameter på ungefär 36 kilometer.